# Зринський Тополоваць
46°01′ пн. ш. 16°46′ сх. д. / 46.02° пн. ш. 16.76° сх. д.
Зринський Тополоваць (хорв. Zrinski Topolovac) — громада і населений пункт у Б'єловарсько-Білогорській жупанії Хорватії.

## Населення
Населення громади за даними перепису 2011 року становило 890 осіб. Населення самого поселення становило 608 осіб.
Динаміка чисельності населення громади:
Динаміка чисельності населення центру громади:

## Населені пункти
Крім поселення Зринський Тополоваць, до громади також входять:
- Якоповаць
- Криж-Горній